# Bernardo Colex junior
Bernardo Colex Tepoz (* 3. Juli 1983 in Mexiko-Stadt) ist ein ehemaliger mexikanischer Radrennfahrer.
Bernardo Colex begann seine professionelle Karriere 2006 beim mexikanischen Chivas Cycling Team. In seinem ersten Jahr konnte er eine Etappe bei der Vuelta a Chihuahua für sich entscheiden. Ab 2007 fuhr er für das mexikanische Continental Team Tecos de la Universidad Autónoma de Guadalajara. Er wurde bei der Vuelta a El Salvador mehrfach Zweiter und belegte so am Ende den dritten Rang der Gesamtwertung. Beim Doble Sucre Potosí Gran Premio gewann er ein Teilstück. 2008 gewann er eine Etappe er eine Etappe Tour de Beauce.
Von 2011 bis 2014 wurde er viermal in Folge mexikanischer Meister im Einzelzeitfahren. Anschließend beendete er seine aktive Radsportlaufbahn. Sein Vater Bernardo Colex senior war ebenfalls Radrennfahrer und Gewinner der Mexiko-Rundfahrt.

## Erfolge
2006
- eine Etappe Vuelta a Chihuahua

2007
- eine Etappe Doble Sucre Potosí Gran Premio

2008
- eine Etappe Tour de Beauce

2009
- eine Etappe Doble Sucre Potosí Gran Premio
- eine Etappe Vuelta Ciclista Chiapas

2011
- Mexikanischer Meister – Einzelzeitfahren
- eine Etappe Vuelta Ciclista Chiapas

2012
- Mexikanischer Meister – Einzelzeitfahren

2013
- Mexikanischer Meister – Einzelzeitfahren

2014
- Mexikanischer Meister – Einzelzeitfahren

## Teams
- 2006 Chivas Cycling Team
- 2007 Tecos de la Universidad Autónoma de Guadalajara
- 2008 Tecos de la Universidad Autónoma de Guadalajara
- 2009 Tecos de la Universidad Autónoma de Guadalajara
- 2010 Amore & Vita-Conad
- 2011 Amore & Vita